# Christopher John Humphries
Christopher John Humphries (29 de abril de 1947-31 de julio de 2009) fue un botánico, y biogeógrafo inglés.
Fue (co) autor de más de doscientos nombres botánicos, especialmente de los taxones dentro de la familia del girasol (Asteraceae). Contribuyó a la Flora Mesoamericana, un proyecto de colaboración que tiene como objetivo identificar y describir las plantas vasculares de Mesoamérica.

## Algunas publicaciones

### Libros
- christopher john Humphries, j.r. Press, m. skytte Christiansen. 1979. Grasses, sedges, and rushes in colour. Ed. Blandford Press. 175 pp.
- 1988. Ontogeny and systematics. Ed. Columbia University Press. 236 pp. ISBN 0231063709
- peter l. Forey, christopher john Humphries, richard irwin Vane-Wright. 1994. Systematics and conservation evaluation. N.º 50 de Systematics Association special volume. Ed. Systematics Association by Clardendon Press. 438 pp. ISBN 0198577710
- christopher john Humphries, lynne r. Parenti. 1999. Cladistic biogeography: interpreting patterns of plant and animal distributions. Oxford biogeography series. Ed. Oxford University Press US. 187 pp. ISBN 0198548184 en línea
- 2007. Biodiversity databases: techniques, politics, and applications. Volumen 73 de Systematics Association special volume. Ed. CRC Press. 193 pp. ISBN 0415332907

## Honores
- 1980: medalla linneana del bicentenario
- 2001: la Sociedad Linneana de Londres le otorgó la medalla linneana por sus contribuciones a la botánica

- La abreviatura «Humphries» se emplea para indicar a Christopher John Humphries como autoridad en la descripción y clasificación científica de los vegetales.[1]